# Henri Boileau
Henri Boileau (Oullères, Francia, 12 de febrero de 1866-Bois-Colombes, Paris, 15 de agosto de 1924) fue un entomólogo francés especializado en coleópteros, principalmente la familia Lucanidae.

## Obra
- (1898) Note sur le "Catalogue de Lucanides" de M. Carl Felsche. Bulletin de la Société entomologique de France, 67: 401-437.
- (1901) Description de Lucanides nouveaux. Annales de la Société royale Belge entomologique 14: 12-22.
- (1913) Note sur Lucanides conservés dans les collections de l'Universités d'Oxford et du British Museum. Transactions of the Royal Entomological Society of London, 1913(2): 213-272, 1 pl.

- Datos: Q9002902
- Especies: Henri Boileau